# フロリゲン
フロリゲン（florigen）とは植物において花芽形成を誘導するシグナル物質として提唱された植物ホルモン（様物質）である。別名花成ホルモン（かせいホルモン）ともいわれる。1936年に提唱されてから2007年に至るまで約70年間その存在が確認されていなかったことから幻の植物ホルモンともいわれていた。

## 研究の歴史
1920年にガーナー（Garner）とアラード（Allard）により花芽形成は日長に支配される（光周性）ことが発見された。1937年にはチャイラヒャン（Chailakhyan）により日長を感知するのは葉であることが発見された。花芽が形成されるのは茎頂であることからチャイラヒャンは葉から茎頂へ日長の情報を伝達するホルモン様物質が存在すると考え、フロリゲン（花成ホルモン）説を提唱した。
その後接木実験などにより、葉で日長が受容されることでフロリゲンが作られ、師管を通って茎頂の成長点に運ばれた後花芽形成を促すことがわかり、これは長日植物と短日植物、中性植物など異なる種で接木した場合でも確認された。このことからフロリゲンの存在がいっそう裏付けられ、また種によって特異的な物質ではないことが示唆された。

## 花芽形成機構
FT（FLOWERING LOCUS T）遺伝子とは1999年に京都大学の荒木崇らによってシロイヌナズナで発見された遺伝子であり、フロリゲンの候補として最も有力であった。2005年にはFT遺伝子と相互作用するFD（FLOWERING LOCUS D）遺伝子が新たに京都大学の荒木らによって発見され、FT遺伝子が花芽形成において重要な役割を示すことが確認された。
これまでの研究結果によると、花成のメカニズムは以下の通りである。

### 開始
シロイヌナズナ（Arabidopsis thaliana）において、シグナル伝達は CONSTANS（CO）と呼ばれる転写因子をコードしているメッセンジャーRNA（mRNA）の産生によって開始される。植物の生物時計の制御によって、CO mRNAは夜明け後約12時間後に産生される。次に、このmRNAはCOタンパク質へと翻訳される。しかしながら、COタンパク質は光存在下でのみ安定なため、COタンパク質の量は日照時間が短い間は低く保たれ、日照時間が長くなりまだ光がある夕暮れ時にのみピークに達することができる。COタンパク質は、FT遺伝子の転写を促進する。このような機構によって、COタンパク質は日照時間の長い時期にのみ、FT遺伝子の発現を促進することが可能なレベルに達することができると考えられている。したがって、フロリゲンの伝達と花芽形成の誘導は、植物の昼/夜の認識と植物の体内時計に依存している。

### 移行
短期間のCO転写因子活性の結果産生されるFTタンパク質は、次に師部を経由して茎頂分裂組織（SAM）に輸送される。

### 開花
茎頂分裂組織において、FTタンパク質は転写因子であるFDタンパク質と相互作用し、花芽形成決定遺伝子を活性化することにより開花を誘導する。具体的には、FTタンパク質が茎頂分裂組織に到着すると、FT/FD複合体（ヘテロダイマー）が形成され、SUPPRESSOR OF OVEREXPRESSION OF CONSTANS 1（SOC1）、LEAFY（LFY）、APETALA 1（AP1）、SEPALLATA 3（SEP3）、FRUITFUL（FUL）などの発現が上昇する。
上記の研究においてFT遺伝子産物（タンパク質またはmRNA）がフロリゲンの有力候補とされ、フロリゲンの正体はFTタンパク質ではないかとする結果が2007年に示された。近年、花成制御に関する研究は、植物科学のなかでも最も注目を浴びる研究分野の1つとなっている。